# Museo civico (Gemona)
Il Museo Civico di Gemona è il museo civico di Gemona del Friuli che, oltre a contenere una collezione di pitture e sculture di artisti friulani e veneti, ospita anche l'Archivio storico e la Biblioteca Glemonense.

## Storia
Il museo è sito all'interno del Palazzo Elti (XIV-XV secolo). Nel corso dei secoli, il museo si è arricchito delle raccolte provenienti dalla Chiesa della Beata Vergine delle Grazie, dalla Chiesa di San Giovanni e dalla Collezione Fantoni-Baldissera, che si sono aggiunte al corpus originale dei ritratti della famiglia Elti. Il museo si è successivamente ampliato grazie a prestiti ed altre acquisizioni.
In seguito al terremoto del 1976, Palazzo Elti fu ricostruito e restaurato. Il museo fu istituito proprio in seguito a tale opera di ricostruzione.

## Il museo
Il museo contiene opere del Quattrocento e del Cinquecento di artisti veneti e friulani, come Cima da Conegliano, Pomponio Amalteo, Pellegrino da San Daniele. Sono presenti anche artisti stranieri (il Maestro della Presentazione ed il Maestro della Pala di Sant'Anna). Sono presenti anche opere di pittori dei secoli successivi, come Kremserschmidt, Fritz Erler e Franz Joseph Spiegler. Sono raccolte infine opere più recenti, soprattutto pittori gemonesi (come Arturo Barazzutti, Giuseppe Barazzutti, Francesco Bierti, Osvaldo Bierti, Antonio Brollo, Giacomo Brollo, Raimondo D'Aronco).

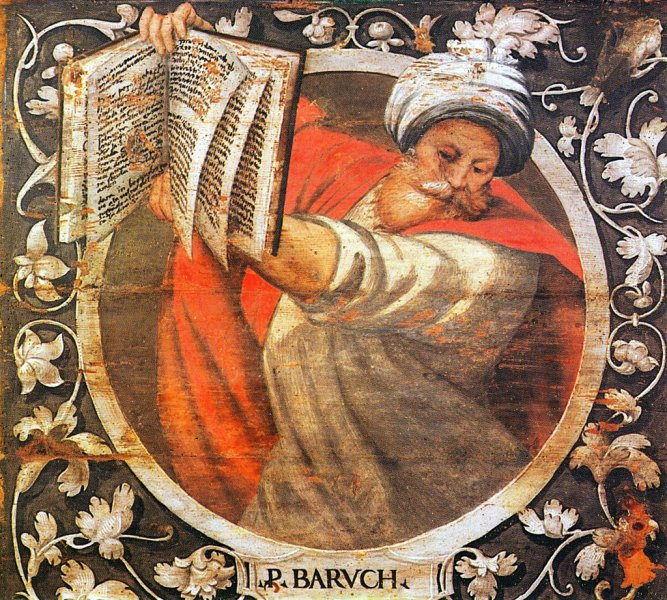
Profeta Baruch - Lacunare proveniente da chiesa di san Giovanni, opera di Pomponio Amalteo.

Il museo si sviluppa su tre piani. Il primo piano contiene sculture e pitture del Quattrocento e del Cinquecento, nonché una sala dedicata a Pomponio Amalteo e a Gaspare Negro. Il secondo piano contiene opere del Seicento e Settecento, nonché di artisti gemonesi.